# جايسون مار
جايسون مار (بالإنجليزية: Jason Marr)‏ هو لاعب كرة قدم بريطاني في مركز الدفاع، ولد في 23 فبراير 1989 في غلاسكو في المملكة المتحدة. شارك مع منتخب اسكتلندا تحت 21 سنة لكرة القدم. أما مع النوادي، فقد لعب مع نادي ألوا أثليتيك ونادي روس كاونتي ونادي سلتيك ونادي فالكيرك ونادي كلايد.

## وصلات خارجية
- جايسون مار على موقع قاعدة بيانات كرة القدم.إي يو (الإنجليزية)
- جايسون مار على موقع Soccerbase.com (لاعب) (الإنجليزية)